# 決号作戦
決号作戦（けつごうさくせん、旧字体：決號作戰）は、太平洋戦争において日本軍が立案した日本本土における防衛作戦の呼称。
1945年8月に日本がポツダム宣言を受諾して降伏したため、この作戦が発動されることはなかった。厳密には「帝國陸海軍作戦計画大綱」での陸軍案の名称であるが、ここでは陸海軍双方について記述する。

## 背景
日本政府・大本営が「日米の天王山」と呼号して全力を注いだ比島決戦（フィリピンの戦い）では、1945年（昭和20年）1月9日のアメリカ軍のルソン島リンガエン湾上陸によって、フィリピンにおける日本軍の敗北がほぼ決定的なものとなり、同地の喪失とイギリス軍やアメリカ軍などの連合国軍の本土進攻は時間の問題となっていた。
当時の日本軍は、マレー半島やインドシナ半島、南洋諸島や中国南部、同盟国である満洲国内における制海権、制空権は確保していたものの、アメリカ海軍やイギリス海軍の潜水艦や航空機の攻撃による輸送船、そしてそれを守る航空機の燃料、搭乗員や潜水艦の不足に加え、マリアナ海戦（1944年6月）とレイテ沖海戦（1944年10月）以後は、日本本土に隣接する沖縄から台湾島にかけての制海、制空権を既に喪失しており、さらに連合国軍の飛び石作戦が展開されたことにより、上記の勢力圏と内地の補給線が遮断され、これらの勢力圏からの燃料や物資の運搬のみならず、陸海軍の増援も自由に行えない状況に陥っていた。
さらに同盟国であるドイツ軍もヨーロッパ各地で敗北を重ねており、ドイツ本土にイギリス軍やアメリカ軍、ソ連軍などの連合国軍が侵攻していた上に、ドイツの敗北後にはソ連による対日参戦も予想されていた。

## 基本計画
大本営は検討の結果、連合軍の本土侵攻を遅延させ、その間本土の作戦準備態勢を確立するために『帝國陸海軍作戦計画大網』を1945年1月20日に定め、本土決戦への準備が進められていくことになる。この作戦計画は、「前縁地帯」つまり千島列島、小笠原諸島、南西諸島の沖縄本島以南、台湾などの地域に連合国軍が侵攻してきた場合、出来る限り抗戦して敵の出血をはかりつつ、軍備を整え、日本本土で大決戦を行うという日本海軍の漸減迎撃戦略が採用された。ちなみに、この計画大網で同時に立案された海軍案も裁可され、これは天号作戦（千島・小笠原・沖縄以南の南西諸島・台湾が対象地域の作戦）と呼称されている。
日本軍は、連合国軍が本土に侵攻してくる時期を1945年秋と予測していた。当時の敵情分析をした書類には、
わが本土攻略開始時期、方面及び規模などはなお予断を許さないが、わが、空海武力の打倒、空海基地の推進、日満支の生産及び交通の徹底的に破壊などにより戦争遂行能力の打倒し、大陸と本土との兵力機動を遮断し、そのうえ、十分な陸兵を集中指向を整えたのち、決行するのが至当な順序であろう。その時期は今後の情況により変化するが、本年秋以降は特に警戒を要するものと思考する
とされており、連合国軍の日本本土侵攻（ダウンフォール作戦）のスケジュールとほぼ一致していた。

## 準備

### 陸軍

#### 指揮系統の再編
1945年1月22日、陸軍は内地防衛軍の隷下にあった東部軍、中部軍、西部軍を廃止して、新たに作戦軍と軍管区を新設した。
- 第11方面軍・東北軍管区（東北地方）
- 第12方面軍・東部軍管区（関東・甲信越地方）
- 第13方面軍・東海軍管区（東海・北陸地方）
- 第15方面軍・中部軍管区（関西・中国・四国地方）
- 第16方面軍・西部軍管区（九州地方）

これによって、作戦部隊と軍政部隊を分離し、作戦と軍政の分離を行った。
内地防衛軍は防衛総司令官が指揮し、直轄部隊として東京防衛のための第36軍と第6航空軍があったのは、これまでと同様である。
また、内地防衛軍と同様に、北海道・朝鮮半島・台湾では北部軍・朝鮮軍・台湾軍が解体され
- 第5方面軍・北部軍管区（北海道・南樺太・千島列島）
- 第17方面軍・朝鮮軍管区（朝鮮半島）
- 第10方面軍・台湾軍管区（台湾）

がそれぞれ置かれ、作戦と軍政の分離を行った。
ただし、細長い日本列島に展開された大軍の全てを単一の司令部で指揮することは困難であること、主戦場となることが予想された関東と九州は互いに離れており、組織を分離する方が好ましいことから防衛総司令部を廃止して第1総軍、第2総軍および航空総軍を創設することとなり、1945年4月8日に戦闘序列が発令された。
第1総軍は鈴鹿山脈から東の地域（北海道・南樺太・千島列島を除く）を担当し、関東での作戦準備に重点を置いた。一方、第2総軍は鈴鹿山脈から西の地域を担当し、九州での作戦準備に重点を置いた。北海道・南樺太・千島列島の防衛は引き続き第5方面軍が行うものとされた。また、航空総軍は全国の陸軍航空部隊を統一指揮した。

#### 作戦準備の基本方針
陸軍の作戦準備については1945年4月8日に大本営陸軍部が発令した『決号作戦準備要綱』に基づいて行われた。作戦は決一～七号に区分され、千島および北部軍管区方面を決一号、東北軍管区方面を決二号、東部軍管区方面を決三号、東海軍管区方面を決四号、中部軍管区方面を決五号、西部軍管区方面を決六号、朝鮮軍管区方面を決七号とした。担当軍は決一号が第5方面軍、決二～四号が第1総軍、決五・六号が第2総軍、決七号が第17方面軍とされ、敵主力の上陸が予想された決三号と決六号の準備を重点的に行うこととされた。

#### 部隊の増強
1944年にマリアナ諸島を喪失した頃の陸軍の総兵力はおよそ400万人ではあったが、マレー半島やビルマから、朝鮮半島や満州国までという、日本軍の影響域に広く散らばって配備されていたことから、そのうち日本本土にあったのは、東部、中部、西部の各軍を合わせても約45万6千人で、総兵力のわずか11％に過ぎず、本土決戦を行うには兵力が不足していた。北海道、千島、樺太、小笠原諸島、南西諸島の本土周辺部、軍学校などのおよそ41万2千人、航空部隊、船舶部隊などの人員約45万3千人を合わせても132万1千人であり、総兵力の3分の一程度に過ぎなかった。
兵力の欠乏を補うため、満州国や北方からの部隊転用に加え、根こそぎ動員と呼ばれる大規模な部隊新設と召集を実施した。根こそぎ動員は、以下の大きく3回に分けて実施された。
- 1945年2月28日に臨時動員が下令された第一次兵備
- 4月2日と6日にかけて臨時動員が下令された第二次兵備
- 5月23日に動員下令された第三次兵備

これらの動員によって、一般師団40個、独立混成旅団22個など約150万人近くが動員された。日本軍は、前述の侵攻予想時期を念頭に部隊の編成を実施した。しかし、期間や物資の制限から最終的には、兵力や装備が不足していても、編成が完結したと見なす方針が取られた。そのため、これらの師団は結局中途半端な人員・装備のままで配備されていった。
また、補助的な戦力として、防衛召集により緊急時に動員する特設警備隊や地区特設警備隊も準備された。これらの部隊の装備状況は根こそぎ動員部隊に比べてもさらに悪かった。

### 海軍

#### 指揮系統の再編
1945年4月25日、海軍総隊司令部が創設され、司令部は連合艦隊、各鎮守府、各警備府を含む海軍の全部隊を統一指揮することになった（海軍総隊司令部は連合艦隊司令部を兼務）。初代の海軍総司令長官は豊田副武大将（連合艦隊司令長官と兼務）が、5月29日からは小沢治三郎中将が務めた。（なお、小沢治三郎が司令長官に補職された際に、南東方面艦隊と南西方面艦隊が海軍総隊より除かれて大本営直轄部隊に改められた。これは、両方面艦隊が遠隔地に取り残されており本土決戦には関与できなくなっていたことに加え、両方面艦隊の司令長官である草鹿任一、大川内伝七両中将が、小沢とは海軍兵学校同期とはいえ、小沢より先任で彼の指揮下に入ることが慣例上できなかったことによる。）

#### 特攻部隊の配備
決号作戦における海軍の任務は、敵上陸船団を海上で撃破し敵上陸部隊にできるだけ多くの損害を与えることであった。しかし、海軍はすでに作戦艦艇の大部分を失い、わずかに残存していた主力艦も燃料不足のために移動すらできず、港に係留されたままの状態にあった。その上、資源不足のために航空機の生産も低調で、満足な数の航空機を配備することは不可能であった。もはや通常戦力による攻撃ができなくなった海軍は特別攻撃を主力攻撃手段にすることとし、大量の特攻兵器の整備を進めた。1945年7月末時点での特攻兵器は、蛟竜73隻、海龍252隻、回天119隻、震洋2850隻（うち陸軍のものは700隻）であり、9月末までに、特殊特攻機およそ1,000機の生産を目標としていた。これらの特攻兵器を配備した部隊は「突撃隊」と呼ばれ、複数の突撃隊によって特攻戦隊（第1～第8、第10の計9戦隊）が編成された。特攻戦隊は鎮守府および警備府に所属し、鎮守府・警備府担当海面での作戦を行うものとされた（ただし、第10特攻戦隊だけは連合艦隊に所属した）。

#### 陸戦・防空部隊の拡充
軍港および要港所在地での陸上作戦は海軍の担当とされたため、海軍でも陸上戦闘部隊の拡充が行われた。鎮守府・警備府では複数の特別陸戦隊によって連合特別陸戦隊が編成され、本土の要地には警備隊や根拠地隊が設置された。これらの部隊の中には硫黄島の戦いにおける硫黄島警備隊や沖縄戦における沖縄方面根拠地隊のように、陸上での戦闘に参加し壊滅した部隊もあった。

### 行政・民兵等の整備
軍事上の要望と国民の権利を調整するために、『軍事特別措置法』が施行され、船舶港湾などの一元的運営、地方行政組織の臨戦化も計られた。
正規の陸海軍部隊以外に、国家総武装として国民戦闘組織の構築が図られた。陸海軍への従軍を規定する兵役法と別に、新法の『義勇兵役法』が1945年6月に公布され、男子は15歳から60歳（当時の男子平均寿命46．9歳）、女子17歳から40歳までが召集可能となった。これらの人員により、国民義勇戦闘隊を組織する計画であった。対象年齢者以外も、志願すれば戦闘隊に参加することが可能で、それ以外の者は戦闘予測地域からの退避が予定されていた。

## 基地と防衛陣地の建設
1945年6月に沖縄の日本軍が全滅（沖縄戦）し連合国軍に占領されて以来、南九州の鹿屋（海軍）、知覧（陸軍）、万世（陸軍）、また瀬戸内海徳山沖の大津島（海軍）などの特攻基地は出撃が少なくなっていたが、本土決戦の動きが活発化すると、これらの基地が再び重視され、さらに発進基地確保のため全国にと号用の秘匿飛行場が整備され、連合国軍上陸阻止の役割を担うようになっていった。
本土決戦に備える軍の施設も各地に建設された。防衛施設は連合国軍上陸を予想して海岸地域に設営されていき、軍の沿岸防衛施設には新編成部隊約150万人が動員されていた。この大規模な防衛施設の建設は、昭和19年の秋から始められ、地上作戦のための陣地、航空基地、舟艇基地、後方の兵站施設、交通通信施設など広範囲にわたった。
作戦のための陣地構築には、強力な防御戦闘を行うために、水際陣地を充実させ、空爆と艦砲射撃に耐える洞窟式地下陣地を設営することが考慮された。また主陣地は水際から適度に後退した場所に設置され、人員的には中隊、大隊、連隊で編成され、火砲や機関銃が置かれていた。例として、内之浦臨時要塞や松代大本営等がある。

## 戦術
上陸船団に対しては、特別攻撃隊を主体とする海上、海中および空からの攻撃が予定された。まず、船団を支援する敵機動部隊に対して、航空機による昼夜を問わない特別攻撃隊と夜間雷爆撃を中心とした通常攻撃隊を出撃させ、船団護衛を妨害する。瀬戸内海周辺に潜伏していた日本海軍の残存駆逐艦も、水上特攻隊として出撃、敵機が空襲してこない夜間に移動を終え、そのまま敵艦隊または輸送船団に突入して砲雷戦を貫徹する。上陸部隊を乗せた輸送船団に対しては、300km以内に近づいたところで航空攻撃を加え、残存潜水艦や特殊潜航艇などによって敵戦力を削り、さらに沿岸部まで近づくと、回天や震洋による特攻と、陣地からの砲撃等、あらゆる手段で対抗する。
着上陸してきた敵上陸部隊に対しては水際決戦戦術で対応する。敵軍が海岸から内陸部へ進撃するのと同時に、沿岸配備師団として予想接近経路上の攻撃陣地に待機していた師団が橋頭堡への逆襲を開始し、混戦状態に持ち込む。これは、敵味方が彼我混淆を作り出すことで、敵に艦砲射撃や空襲をためらわせ、敵の圧倒的な火力を封じるためである。その機に乗じて、内陸部の陣地に隠匿していた機動打撃師団を戦場に投入し、さらなる逆襲を加えて反撃から追撃に移行し、敵を撃破する計画であった。敵上陸部隊の橋頭堡および陣地線に対しては、砲撃と同時に攻撃前進、浸透戦術を行う。
第一線で米軍の猛攻を食い止める沿岸配備師団群は、通常３個連隊のところを４個連隊に増強され（内1個は反撃を行う為機動性を高めた反撃連隊）、他3つの連隊も機動反撃を行う挺進大隊を保有する、甲編制兵団にも劣らない強靭な兵団である。（但し、機動力は低い）
上陸予想地点を守備する第12方面軍などでの戦闘指導は、硫黄島の戦いや沖縄戦で実績のある、持久戦ではなく、サイパンの戦いのような決戦戦術が採られていた。但し、戦術的は敵をキルゾーンに誘い込み反撃を行うなど、持久戦の戦訓も盛り込まれている。これは、あくまで本土での決戦であり、防御のみでの勝利は達成できないからである。
本土決戦での戦闘教令としては、大本営陸軍部が1945年4月に示達した『国土決戦教令』がある。この教令は決戦間には傷病者の後送を行わないことを原則とする、戦闘中の部隊の後退を禁ずる、全部隊、全兵種を戦闘部隊とし、補給、衛生などを担う支援部隊であっても命令があれば突撃に参加する、敵が住民を盾にして前進してきた場合には躊躇無く敵を攻撃する（盾となっている住民の犠牲は考慮しない）など、全軍特攻の精神を持った極めて攻撃的な内容であった。
敵航空機への対処については、要撃機を完璧に隠匿して空襲から防御し、好機をみてボーイングB-29等の大型爆撃機のみを集中攻撃、小型機は原則無視する方針だった。これは、大型爆撃機撃破による米航空軍の戦力低下を狙ったものである。

## 作戦の戦闘序列

### 陸軍
各決号作戦のうち、連合国軍が上陸する可能性が最も高かったのは決三号（関東）と決六号（九州）で、『決号作戦準備要綱』の中でも「…主戦面は太平洋及東支那海正面とし、戦備の重点を関東地方及び九州地方に保持す」とされ、関東と九州の2方面に重点が置かれた。また、「決号作戦」として、本土決戦における最終挙軍特攻作戦も準備された。
地上部隊
- 第5方面軍（千島、樺太、北海道：決一号作戦）
- 第1総軍（杉山元元帥）
  - 第11方面軍（東北：決二号作戦）
  - 第12方面軍（関東：決三号作戦）
  - 第13方面軍（東海：決四号作戦）
- 第2総軍（畑俊六元帥）
  - 第15方面軍（近畿、中国、四国：決五号作戦）
  - 第16方面軍（九州：決六号作戦）
- 関東軍（山田乙三大将）
  - 第1方面軍（満州）
  - 第3方面軍（満州）
  - 第17方面軍（朝鮮：決七号作戦）
- 満州国軍 (愛新覚羅溥儀元帥)
  - 禁衛隊
  - 興安軍
  - 間島特設隊

航空部隊
- 航空総軍（河辺正三大将）
  - 第1航空軍（東日本）
  - 第6航空軍（西日本）
  - 第51航空師団
  - 第52航空師団
  - 第53航空師団
- 満州国飛行隊  (田中収中将）

### 海軍
本土決戦は本土での陸上戦が主体になると考えられていたため、海軍の作戦は敵上陸船団を攻撃目標として本土に襲来する連合国上陸部隊の戦力の低下および減滅を狙ったものとされた。
海軍総司令長官連合艦隊司令長官、海上護衛司令長官も兼任
- 初代：豊田副武大将
- 2代：小沢治三郎中将

海軍総隊直率
- 海上挺進部隊（第31戦隊、軽巡洋艦北上、駆逐艦波風）→回天搭載の水上艦部隊
- 第101航空戦隊

艦隊
- 第六艦隊
- 第七艦隊
- 第一護衛艦隊
- 満州国江防艦隊
- 満州国海上警察隊

航空部隊
- 第3航空艦隊（鈴鹿山以東の本州）
- 第5航空艦隊（鈴鹿山以西の本州）
- 第10航空艦隊（本州各地域）
- そのほかにも非決戦正面の航空艦隊（第12航空艦隊など）が配置されていた。

各鎮守府及び警備府
- 横須賀鎮守府
- 呉鎮守府
- 舞鶴鎮守府
- 佐世保鎮守府
- 大湊警備府
- 大阪警備府

特殊警備艦燃料不足などで横須賀・呉などに碇泊する外洋行動不能の大型艦艇。
- 長門（横須賀）
- 伊勢（呉）
- 日向（呉）
- 榛名（呉）

## 総兵力

### 地上兵力
- 53個師団
- 22個混成独立旅団
- 3個警備旅団
- 2個戦車師団（戦車第一、第四師団）
- 7個独立戦車旅団
- 4個高射師団（高射第一～第四師団）

### 航空兵力
- 約10000機

### 海上兵力
- 戦艦1隻（長門）
- 空母4隻（隼鷹・葛城など）
- 重巡洋艦2隻（利根など）
- 軽巡洋艦3隻（鹿島など）
- 駆逐艦40隻（雪風・初霜など）
- 潜水艦41隻（伊400・伊401など）
- 特攻舟艇3800隻（震洋など）
- 各種の特殊潜航艇800隻

※ただし、重巡洋艦以上の大型艦艇は燃料不足や大破着底により、作戦行動不能

### 人員
- 陸軍軍人および軍属
  - 約315万人
- 海軍軍人および軍属
  - 約150万人
- 国民義勇戦闘隊
  - 約2800万人

- 満州国軍
  - 約15万人

## 関連文献
- 『本土作戦記録. 第一巻: 防衛総軍』第一復員局、1946年。NDLJP:8815524。
- 『本土作戦記録. 第二巻: 第一総軍』第一復員局、1946年。NDLJP:8815525。
- 『本土作戦記録. 第二巻(其の一)』第一復員局、1950年。NDLJP:8815677。
- 『本土作戦記録. 第二巻(其の二)』第一復員局、1950年。NDLJP:8815678。
- 『本土作戦記録. 第三巻: 第二総軍』第一復員局、1946年。NDLJP:8815526。
- 『本土作戦記録. 第三巻別冊: 第十六方面軍決号作戦計画の骨子』第一復員局、1946年。NDLJP:8815527。
- 『本土作戦記録. 第四巻: 第五方面軍』第一復員局、1946年。NDLJP:8815528。
- 『本土作戦記録. 第四巻附録: 樺太及千島方面の作戦』第一復員局、1950年。NDLJP:8815676。
- 『本土作戦記録. 第五巻: 第十七方面軍』第一復員局、1946年。NDLJP:8815529。